# Tourisme dans les Alpes-Maritimes
 (juin 2018).

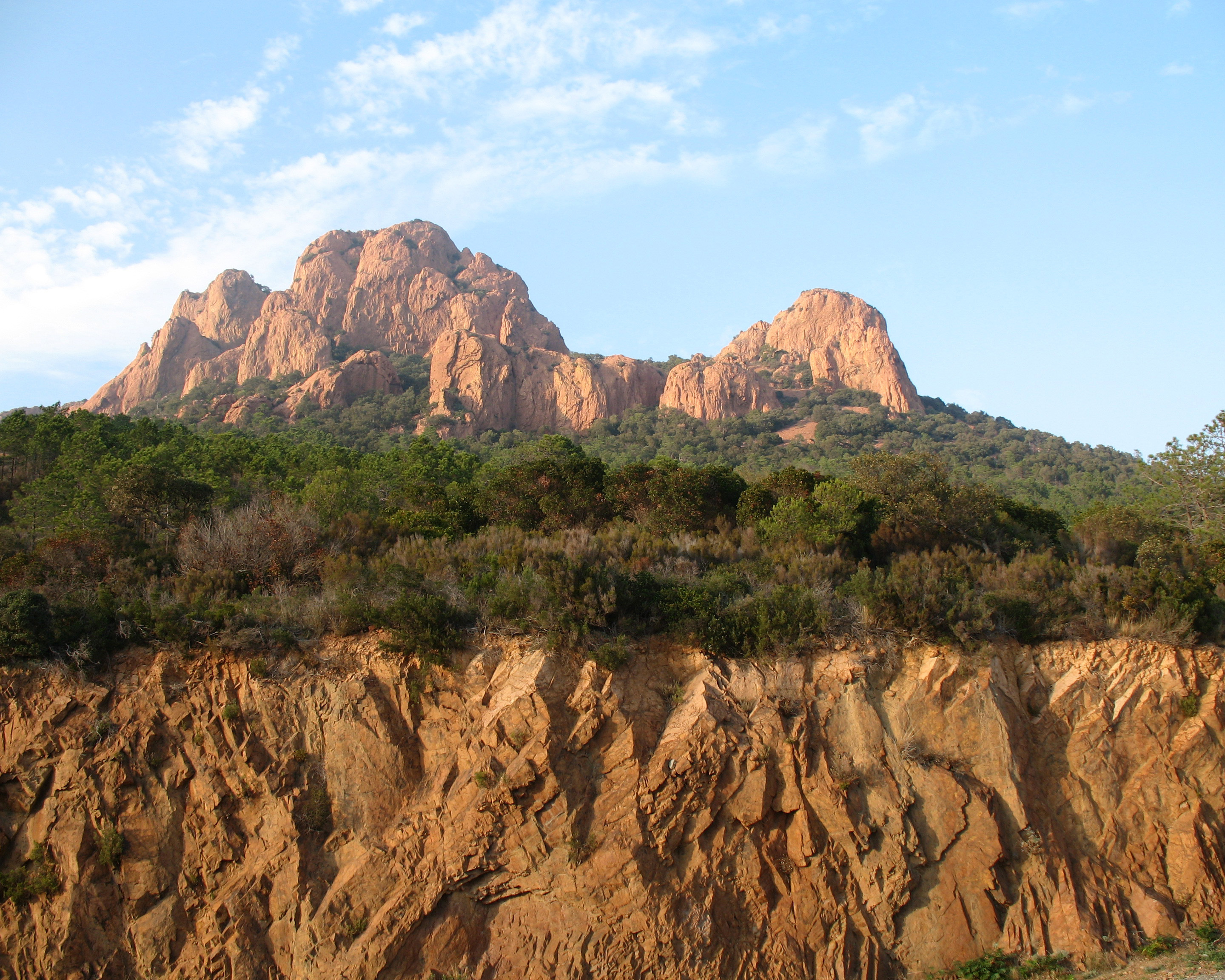
Massif de l'Esterel

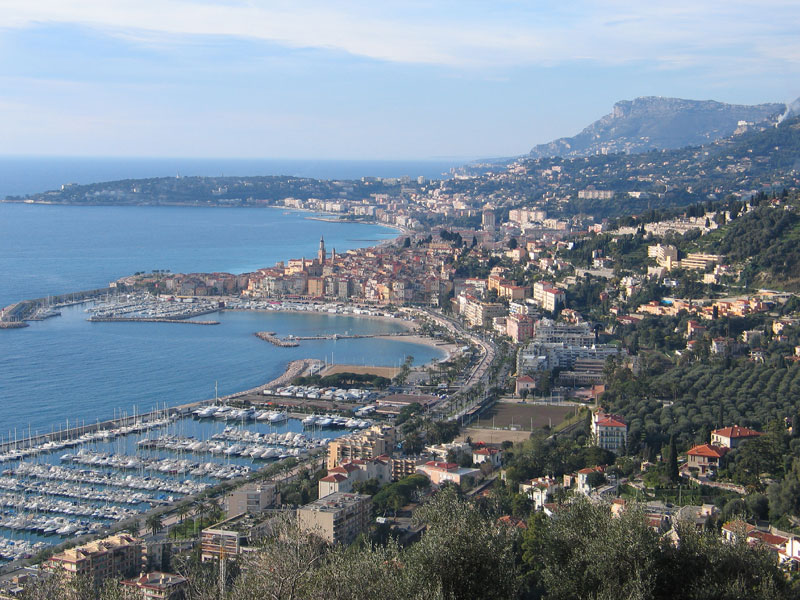
Menton, proche de la frontière Italienne

Le tourisme dans les Alpes-Maritimes, est un important secteur d'activité dans ce département de Provence-Alpes-côtes d'azur. Le tourisme montagnard et le tourisme balnéaire sont les principaux secteurs de cette activité.

## Description générale
La présence de la Méditerranée et des Alpes sous un ciel clément favorise une activité dominante : le tourisme qui représente 64 000 emplois directs.
Le bord de mer où réside l'essentiel de la population est une des régions les plus prisées avec plusieurs atouts :
- Les principales stations balnéaires d'ouest en est : Théoule-sur-Mer, Cannes, Antibes-Juan-les-Pins, Nice et Menton
- Les villes de congrès qui étalent leurs activités sur toute l'année : Cannes avec son palais des festivals et des congrès et Nice avec Acropolis
- La richesse artistique et culturelle : nombreux musées  d'arts et  d'histoire

## Nice

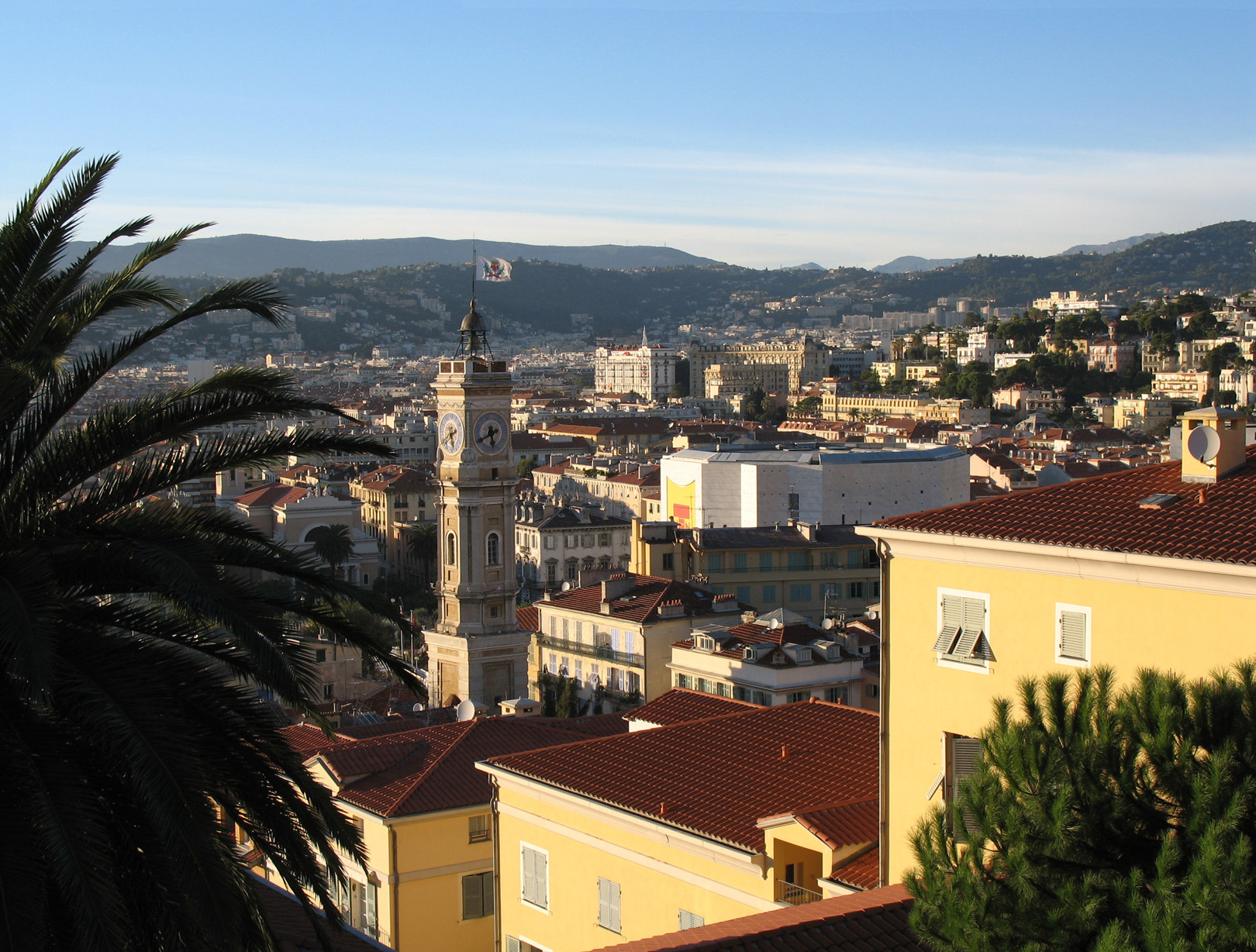
Vieux-Nice

Pour la seule ville de Nice, le chiffre d'affaires du tourisme représente 12 ou 13 % de part de marché du tourisme en France.
Nice compte de nombreuses plages longeant la célèbre promenade des Anglais, voie principale du bord de mer.
La ville possède un certain nombre de musées, consacrés à l'art, à l'histoire ou aux traditions locales : 
- Le musée Matisse, à Cimiez
- Le musée national message biblique Marc-Chagall, à Cimiez
- Le musée d'art moderne et d'art contemporain (Mamac)
- Le musée des beaux-arts
- Le musée des arts asiatiques, à l'Arénas
- Le musée international d'art naïf Anatole Jakovsky
- Le musée de paléontologie humaine de Terra-Amata
- Le musée archéologique de Nice-Cimiez est consacré à l'antiquité romaine
- Le musée de la Résistance azuréenne
- Le musée Masséna
- Le Muséum d'histoire naturelle

## Îles de Lérins
Les îles de Lérins sont un archipel situé en face de la baie de Cannes. Ce sont les seules îles (quatre au total) des Alpes-Maritimes. L'île principale de l'archipel est l'île Sainte-Marguerite. On peut y accéder en bateau depuis Cannes.

## Parc national du Mercantour
Le parc national du Mercantour s’étend sur le département des Alpes-Maritimes pour les trois quarts de son étendue et comporte 28 communes périphériques dont 22 dans le département des Alpes-Maritimes. Il bénéficie d’un environnement naturel exceptionnel avec ses sept vallées (Bévéra, Cians / Haut-Var, Roya, Tinée, Vésubie) mais aussi ses villages perchés, ses nombreuses fresques et retables qui ornent la plupart des édifices religieux.

## Sports et loisirs
Les Alpes-Maritimes offrent aux touristes une grande variété d’activités : des sports et des loisirs en plein air, visites de sites culturels et naturels, événements et festivités.

### Sports et plein air
En montagne, la randonnée pédestre et le ski sont pratiqués à Beuil, Camp d'Argent (massif de l'Authion), col de Turini, Gréolières, Isola, Peira-Cava, Péone (Valberg), Saint-Étienne-de-Tinée (Auron) et Saint-Martin-Vésubie.
Les activités de sports et de loisirs en plein air peuvent être pratiqués autant en été qu’en hiver.
Saison chaude :
- Golf
- Natation
- Plongée sous-marine
- Quad
- Randonnée pédestre

Saison froide :
- Raquette à neige
- Ski alpin
- Ski de fond

### Manifestations culturelles

#### Cannes

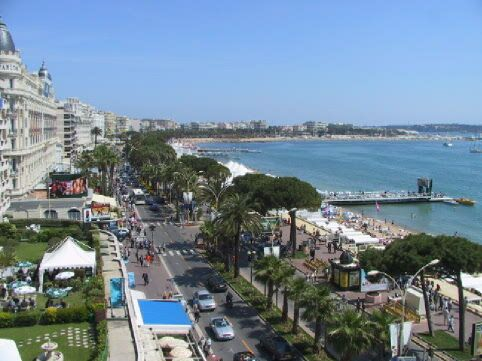
La promenade de la Croisette de Cannes sur la route du bord de mer

Cannes accueille le festival connu notamment pour sa Palme d'or. Cette manifestation dure douze jours. (mai)

#### Mougins
Mougins accueille le festival international de la gastronomie.

#### Nice
Nice accueille le carnaval. Cette manifestation dure deux semaines en février.

### Manifestations sportives
- Marathon des Alpes-Maritimes, épreuve d'athlétisme de 42,195 kilomètres comptant pour le Championnat de France de marathon entre Nice et Cannes (novembre)

#### Nice
- Paris-Nice, épreuve de l'UCI World Tour (avril)

## Transports

### Nice

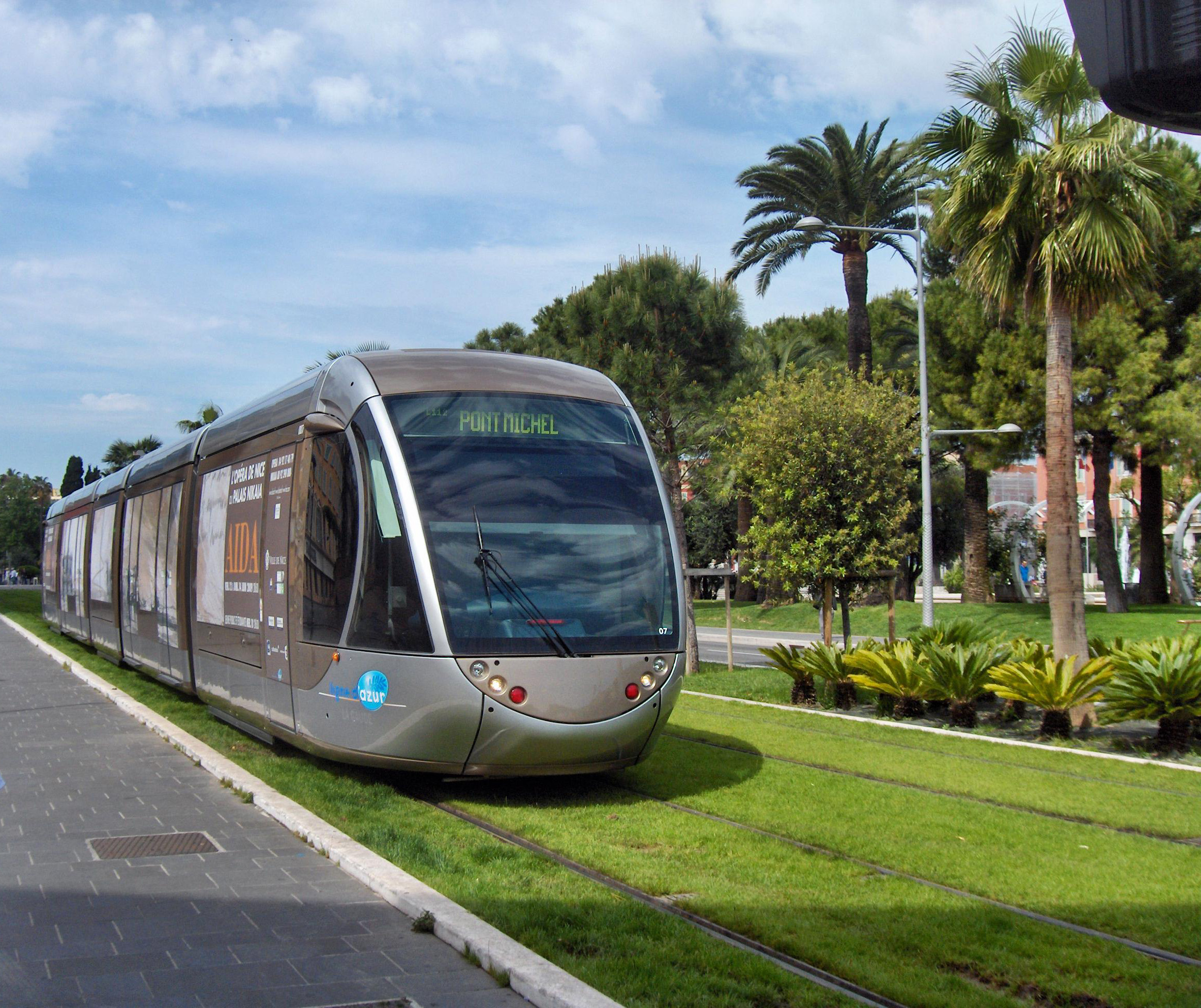
Tramway de Nice sur la ligne 1

Pour se déplacer, la ville compte actuellement deux lignes de tramway. D'autres lignes sont prévues dans le futur avec notamment une liaison entre l'aéroport et le centre-ville.
Les lignes d'Azur constituent le réseau de bus niçois.
Pour les adeptes de la mobilité douce, il existe également un système de vélos en libre-service: le Vélo Bleu. Des stations sont disponibles dans la plupart des endroits touristiques.

### Réseau aérien
La ville de Nice possède le deuxième aéroport de France en nombre de passagers : l'aéroport de Nice-Côte d'Azur se situe juste derrière Paris avec ses trois entités que sont Roissy, Orly et Le Bourget avec notamment plus de 10 millions de voyageurs par an qui y transitent (données 2007). De nombreuses capitales européennes sont desservies depuis Nice.
La ville de Cannes possède également un aéroport pour les voyageurs d'affaires: l'aéroport de Cannes-Mandelieu.

### Réseau ferroviaire
Plusieurs formules existent pour découvrir les sites touristiques du littoral et de l'arrière-pays.
Cannes compte deux gares:
- La gare de Cannes, pour le Train Express Régional (TER) sur le littoral
- La gare de Cannes-La-Bocca, pour le Train Express Régional (TER) sur le littoral et en direction de Grasse, dans l'arrière-pays, sur la ligne de Cannes-la Bocca à Grasse

Nice compte au total sept gares:
- La gare de Nice-Ville, pour le réseau international, national et le Train Express Régional (TER). Elle est la gare principale de la ville.
- La gare de Nice-Saint-Augustin, pour le Train Express Régional (TER)
- La gare de Nice-Pont-Michel, pour le Train Express Régional (TER)
- La gare de Nice-Riquier, pour le Train Express Régional (TER)
- La gare de Nice CP, pour le Train des Pignes
- La gare de Nice-la Madeleine, pour le Train des Pignes
- La gare de Nice-Lingostière, pour le Train des Pignes

Il existe plusieurs autres points d’arrêts du train des Pignes dans la ville.

#### Train express régional (TER)

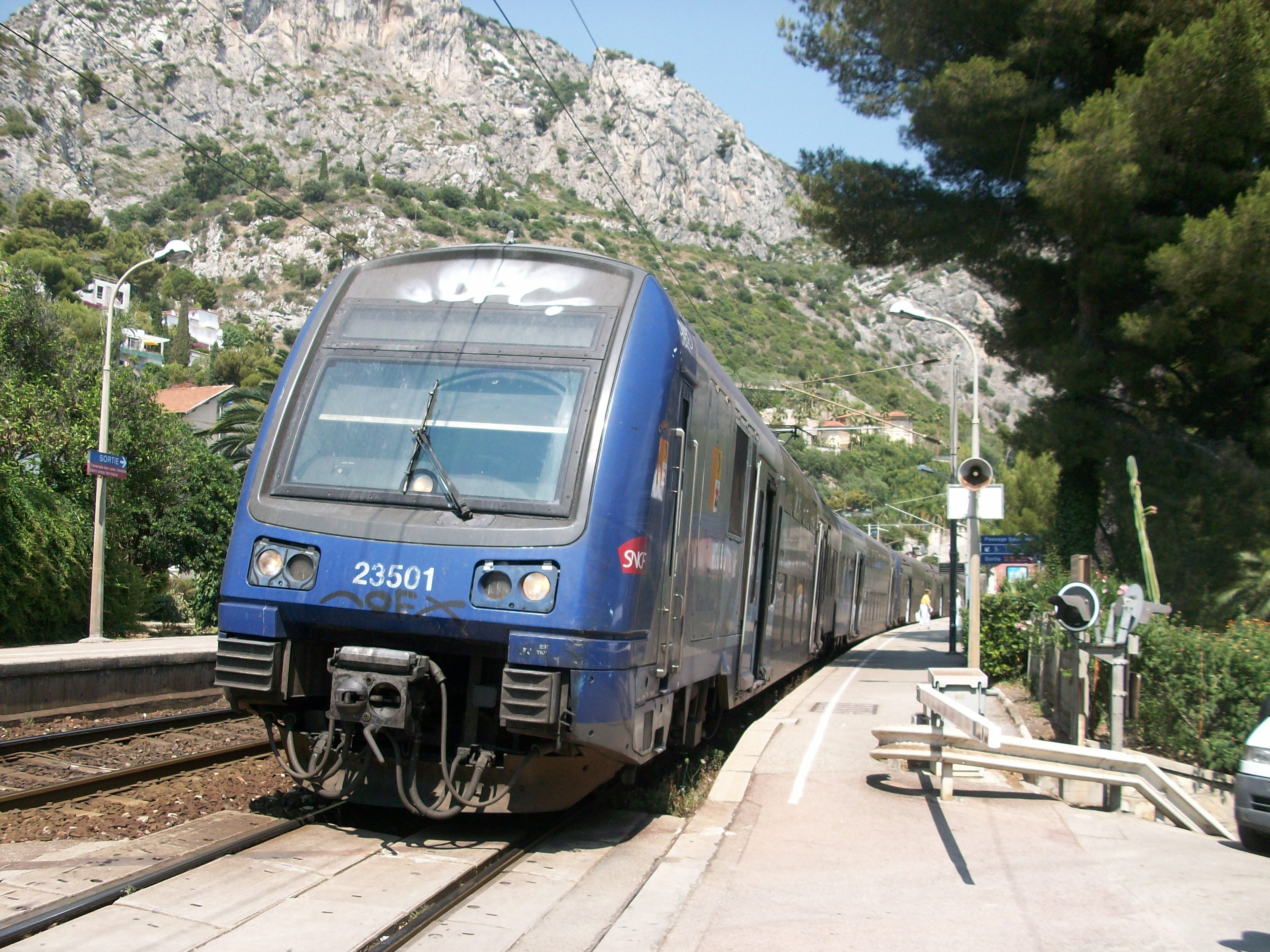
Train Express Régional sur la ligne de Marseille-Saint-Charles à Vintimille en gare d'Èze-sur-Mer

Le TER Provence-Alpes-Côte d'Azur dessert les principales villes et stations balnéaires. 
Ci-après, quelque temps de parcours depuis la gare de Nice-Ville.
Vers l'ouest :
- Biot : 22 minutes
- Antibes : 24 minutes
- Cannes : 38 minutes
- Mandelieu : 48 minutes

Vers l'est :
- Villefranche-sur-Mer : 8 minutes
- Menton : 35 minutes

#### Train des Pignes

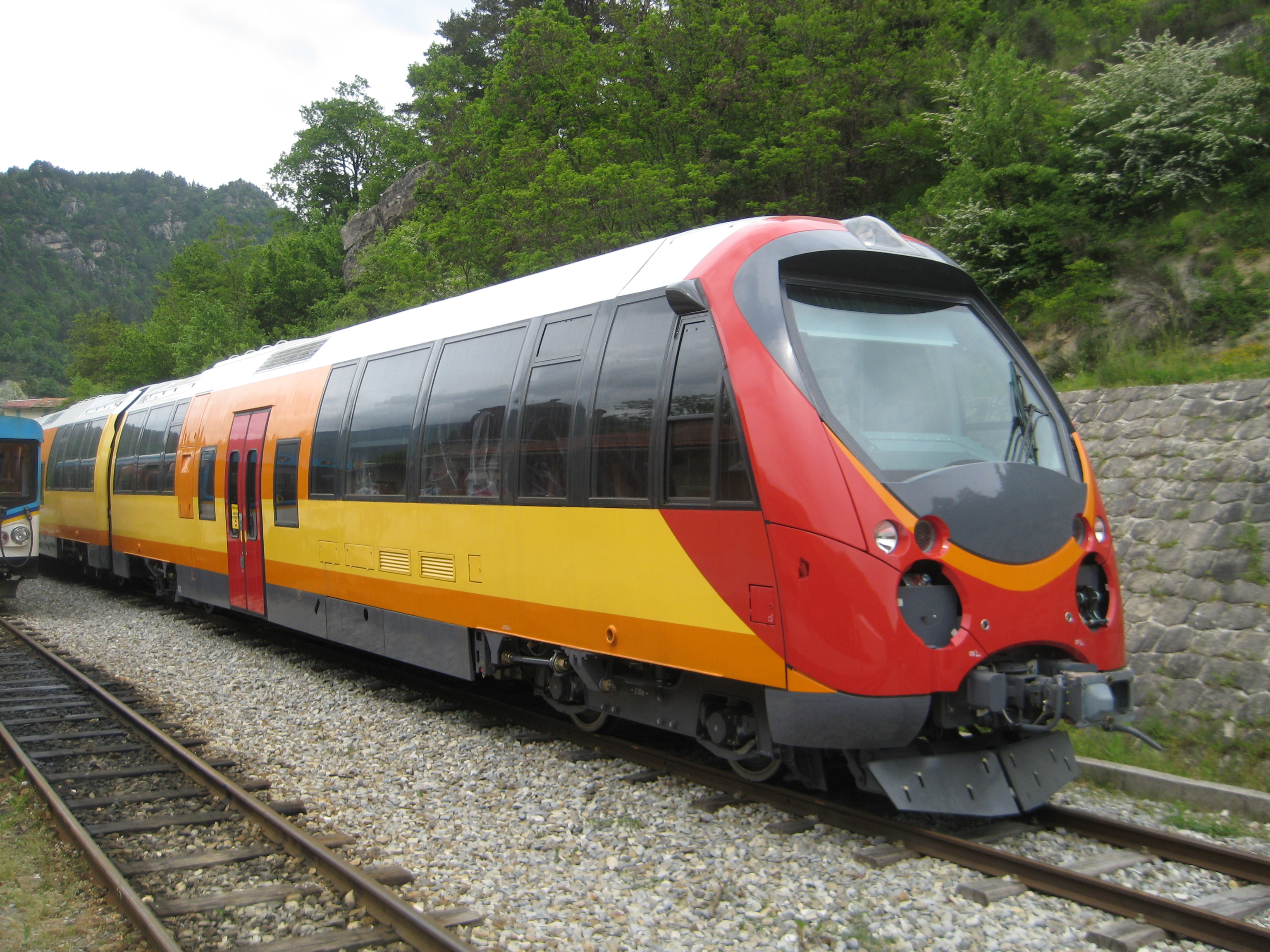
Train des Pignes sur la ligne de Nice à Digne

Il existe également pour ceux qui souhaitent visiter l'arrière-pays, une ligne reliant Nice à Digne-les-Bains dans le département des Alpes de Haute-Provence (04).
Ci-après, quelque temps de parcours depuis la gare de Nice CP, terminus sud de la ligne:
- Nice-la Madeleine:
- Nice Lingostière:
- Colomars-La Manda:
- Saint-Martin-du-Var:
- Plan-du-Var-La Vésubie:
- Villars-sur-Var:
- Touët-sur-Var:
- Puget-Théniers:

Après Puget-Théniers, la ligne entre dans le département des Alpes de Haute-Provence en direction de Digne-les-Bains, terminus nord de la ligne.

### Réseau routier
La route nationale 7 (RN 7) et la route du bord de mer (D 6098) sont les principales voies routières.
La route nationale 202 (RN 202), traverse notamment l'arrière-pays des Alpes-Maritimes. Cette route part de Nice en direction de Puget-Théniers, frontière avec le département français des Alpes-de-Haute-Provence (04).

## Gastronomie
La gastronomie des Alpes-Maritimes est fortement influencée par la proximité de la mer Méditerranée. De ce fait, les restaurants proposent de nombreux fruits de mer. La salade niçoise est un des plats typiques de ce département.